# Milan Šahović
Milan Šahović (serbokroatisch-kyrillisch Милан Шаховић; * 20. Februar 1924 in Belgrad; † 5. Oktober 2017) war ein jugoslawischer bzw. serbischer Wissenschaftler auf dem Gebiet des Völkerrechts und der Internationalen Beziehungen.

## Leben
Milan Šahović war ein Sohn des Pathologen Ksenofon Šahović (1898–1956), der Mitglied der Serbischen Akademie der Wissenschaften und Künste war. Milan Šahović schloss sein Doktoratsstudium an der Rechtswissenschaftlichen Fakultät der Universität Belgrad mit einer Arbeit über die Kodifizierung internationalen Rechts ab. 1961–1972 lehrte er als Professor an seiner Heimatuniversität. Im Lauf seines Lebens war er Gastdozent an verschiedenen ausländischen Universitäten sowie an der Haager Akademie für Völkerrecht.
Ab 1968 war er Mitarbeiter des Instituts für Internationale Politik und Wirtschaft in Belgrad, in den Jahren 1972–1978 und 1985–1988 war er Direktor dieses Instituts. Parallel war er Mitglied weiterer angesehener Institutionen, darunter das Institut de Droit international und des Internationalen Institut für humanitäres Recht. Von 1974 bis 1981 gehörte er als Nachfolger des verstorbenen Milan Bartoš der Völkerrechtskommission der Vereinten Nationen an.

## Werke (Auswahl)

### Monographien
- Opšta pitanja kodifikacije međunarodnog prava. Savez udruženja pravnika Jugoslavije, Belgrad 1958, OCLC 22372812 (119 S.).
- Nuklearna energija i međunarodno pravo. Institut za međunarodnu politiku i privredu, Belgrad 1964, OCLC 16501397 (266 S., zu Dt.: Atomenenergie und internationales Recht. Rezension dazu im Jahrbuch der Juristischen Fakultät).
- Ujedinjene nacije danas. Komunist, Belgrad 1964, OCLC 16501397 (62 S., zu Dt.: Die Vereinten Nationen heute. In Ljubljana auf Slowenisch erschienen als Združeni narodi danes.).
- Putevi savremenog razvoja međunarodnog prava. Zbirka rasprava. IMPP, Belgrad 1969, OCLC 16501397 (231 S., zu Dt.: Wege der zeitgenössischen Entwicklung des Völkerrechts. Eine Sammlung von Abhandlungen.).
- Principles of international law concerning friendly relations and cooperation, 1972; ISBN 0-370-00020-2
- Današnji trenutak u razvoju međunarodnog prava oružanih sukoba. Radiša Timotić, Belgrad 1975 (94 S., zu Dt.: Der heutige Moment in der Entwicklung des internationalen Rechts bei bewaffneten Konflikten).
- Međunarodni odnosi i društveni napredak. Radnička štampa, Belgrad 1977 (182 S., zu Dt.: Internationale Beziehungen und sozialer Fortschritt).
- Upotreba nuklearne energije i međunarodno pravo. IMPP, Belgrad 1982 (196 S., zu Dt.: Nutzung der Kernenergie und Völkerrecht).
- Droit international et non-alignement. Međunarodna politika, Belgrad 1987 (168 S.).
- Hronika međunarodne izolacije (1990–1999). Helsinški odbor za ljudska prava u Srbiji, Belgrad 2000 (140 S., zu Dt.: Chronik der internationalen Isolation (1990–1999)).
- Međunarodno pravo u međunarodnim odnosima. Druga polovina 20. veka. Izabrani tekstovi. IMPP, Belgrad 2008 (385 S., zu Dt.: Völkerrecht in den internationalen Beziehungen. Die zweite Hälfte des 20. Jahrhunderts. Ausgewählte Texte).

### Herausgeberschaft
- Principles of international law concerning friendly relations and cooperation. Oceana Publications, New York 1972 (450 S.).
- Međunarodno pravo i jugoslovenska kriza. Institut za međunarodnu politiku i privredu, Belgrad 1996 (463 S., zu Dt.: Das internationale Recht und die jugoslawische Krise).

### Aufsätze
- Die fortdauernde Bedeutung der KSZE-Schlussakte. In: Wolf Graf Baudissin und Dieter S. Lutz (Hrsg.): Kooperative Rüstungssteuerung: Sicherheitspolitik und strategische Stabilität, 1981, ISBN 3789007072.